# Дегтярск
Дегтярск (на руски: Дегтярск) е град в Свердловска област, Русия. Населението на града към 1 януари 2018 година е 16 001 души.

## История
За пръв път селището е основано през 1914 година, през 1954 година получава статут на град.